# Janice Lawrence
Janice Faye Lawrence Braxton (nacida el 7 de junio de 1962 en Lucedale, Misisipi) es una exjugadora de baloncesto estadounidense. Consiguió dos medallas con Estados Unidos, entre mundiales y Juegos. 